# Artoriopsis expolita
Artoriopsis expolita is een spinnensoort in de taxonomische indeling van de wolfspinnen (Lycosidae).
Het dier behoort tot het geslacht Artoriopsis. De wetenschappelijke naam van de soort werd voor het eerst geldig gepubliceerd in 1877 door Ludwig Carl Christian Koch.

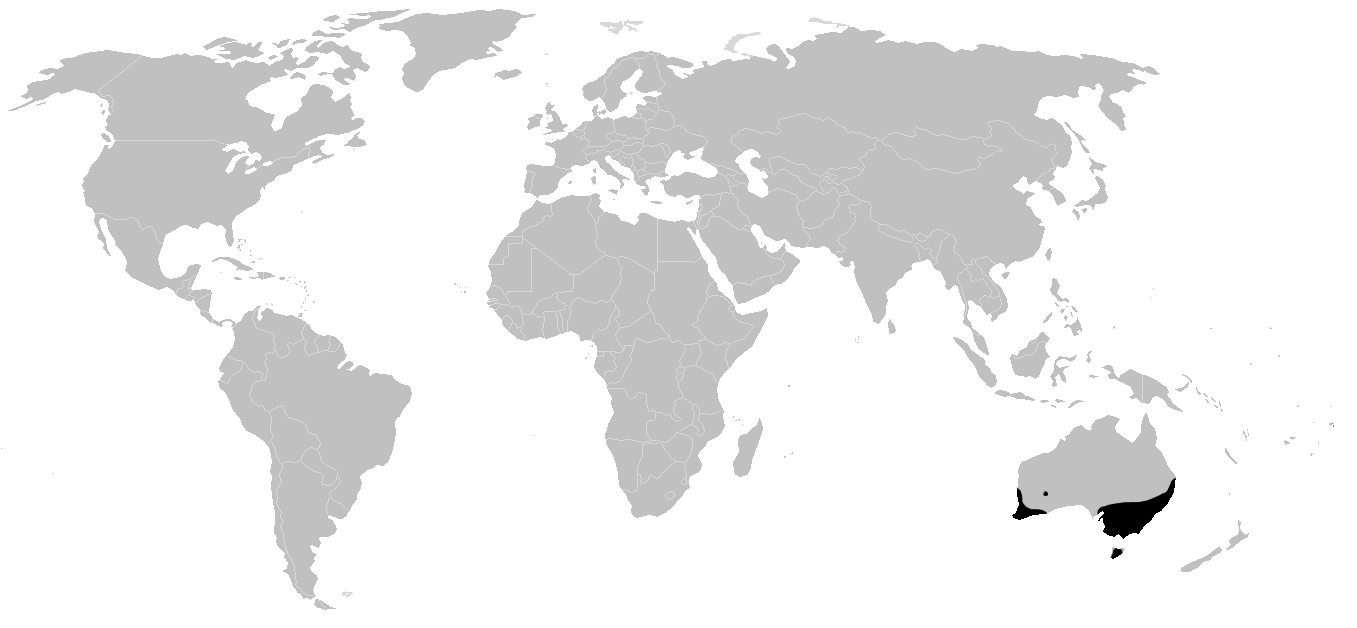
Verspreidingsgebied van Artoriopsis expolita